# Tongarevski jezik
Tongarevski jezik (penrhynski, Mangarongaro; ISO 639-3: pnh) austronezijski jezik uže polinezijske skupine, kojim govori 600 ljudi (Wurm and Hattori 1981) na otoku Tongareva (Penrhyn) u Kukovom otočju.
Gotovo je razumljiv rarotonškom [rar], s kojim pripada tahitskoj podskupini jezika, i kojeg također rabe u komunikaciji. Stanovnici otoka Palmerstone govorili su mješavinom tongarevskog i jorkširskog engleskog, a danas engleskim [eng].

## Vanjske poveznice
- Ethnologue (14th)